# Mustafa Memeti
Mustafa Memeti (* 20. August 1962 in Žujince, Opština Preševo, Serbien, Föderative Volksrepublik Jugoslawien) ist ein Schweizer Imam.
Memeti ist Leiter des Muslimischen Vereins Bern, der an dem interreligiösen Projekt Haus der Religionen in Bern beteiligt ist. Zudem ist Memeti Präsident des Vorstandes des Albanisch Islamischen Verbands Schweiz. Darüber hinaus ist er auch als Seelsorger in der Strafanstalt Thorberg tätig.
2014 wurde Memeti von der SonntagsZeitung zum «Schweizer des Jahres» ernannt, weil er gegen Extremismus und für friedliches Zusammenleben einstehe.
Per Ende April 2023 tritt Memeti als Imam des muslimischen Vereins Bern zurück, da durch einen unbekannten Imam in der Moschee im Haus der Religionen mehrfach Zwangsehen vollzogen wurden. Memeti bezeichnete diese als ein abscheuliches Verbrechen und übernahm die Verantwortung für die Organisationsmängel bei den Heiraten.

## Leben
Mustafa Memeti wurde in Südserbien als viertes von acht Kindern von Vaxhid Memeti geboren. Er besuchte die Grundschule in seinem Geburtsort und ging bereits als 13-Jähriger in die arabische Welt, um zu studieren. Er studierte in Syrien, Tunesien und dann in Saudi-Arabien, an der islamischen Universität in Medina, islamisches Recht und Hadithwissenschaften.
Memeti lebt seit ca. 1988 in der Schweiz und wurde 2005 eingebürgert. Er ist verheiratet, hat drei Kinder und wohnt in der Agglomeration von Bern.